# Delain
Delain este o formație de muzică metal simfonic și gotic din Zwolle, Olanda, fondată în 2002 de către Martijn Westerholt, fost membru al grupului Within Temptation.

## Istoria formației

### 2002 – 2005: Începutul și «Amenity»
În ultima parte a anului 2001, claviaturistul Martijn Westerholt a părăsit formația Within Temptation, suferind de o formă cronică a mononucleozei infecțioase, numită colocvial și febră glandulară. După ce a învins boala infecțioasă, în timp ce fratele său Robert Westerholt devenea cunoscut în Europa alături de grupul Within Temptation, Martijn a reînceput să compună cântece pe cont propriu. Acesta a pornit în căutarea unor muzicieni dispuși să formeze alături de el un nou proiect muzical. Curând, cântăreața Anne Invernizzi a devenit vocea principală a grupului, iar chitariștii Roy van Enkhuyzen și Frank van der Meijden, basistul Martijn Willemsen și bateristul Tim Kuper au completat proiectul muzical. Imediat după aceea, grupul a preluat numele Delain, fiind inspirat de ținutul fictiv omonim prezent în romanul Ochii dragonului, scris de Stephen King.
Grupul a înregistrat pe parcursul anului 2002 un CD demonstrativ pe care au fost incluse patru piese: „Maniken”, „Predestined Lives”, „Amenity” și „Forest”; La producerea discului a participat și muzicianul olandez George Oosthoek, unul dintre vocaliștii principali al formației Orphanage. Ca în cazul oricărui disc single, CD-ul poartă numele uneia dintre cele patru piese, și anume Amenity.
Pe parcursul următorilor doi ani, Delain a trecut printr-o schimbare de componență completă, Martijn Westerholt rămânând singurul membru al grupului. Ulterior i s-au alăturat câțiva dintre componenții actuali ai formației: chitariștii Ronald Landa și Ray van Lente, basistul Rob van der Loo și bateristul Sander Zoer, iar tânăra altistă Charlotte Wessels (cântăreață la formația To Elysium) a devenit la începutul anului 2005 vocea principală a formației. De îndată ce discul Amenity a ajuns la casa de discuri Roadrunner Records, cele două părți au semnat un contract.

## Discografie

### Discuri demonstrative
- Amenity (2002)

### Compilații
- Interlude (2013)

### EP-uri
- Lunar Prelude (2016)

### Albume de studio
- Lucidity  (2006)
- April Rain (2009)
- We Are the Others (2012)
- The Human Contradiction (2014)
- Moonbathers (2016)

### Discuri single
- Frozen (2007)
- See Me in Shadow (2007)
- The Gathering (2008)
- April Rain (2009)

### Videoclipuri
- „Frozen” (2007)
- „See Me in Shadow” (2007)
- „The Gathering” (2008)
- „April Rain” (2009)